# Ula (Ula) bidens
Ula (Ula) bidens is een tweevleugelige uit de familie Pediciidae. De soort komt voor in het Oriëntaals gebied.